# Cadel Evans Great Ocean Road Race 2020
Cadel Evans Great Ocean Road Race 2020 – 6. edycja wyścigu kolarskiego Cadel Evans Great Ocean Road Race, która odbyła się 2 lutego 2020; wyścig był częścią UCI World Tour 2020.

## Uczestnicy

### Drużyny
| WorldTeams (15)- AG2R La Mondiale - Bahrain McLaren - Bora-Hansgrohe - CCC Team - Cofidis - Deceuninck-Quick Step - EF Pro Cycling - Israel Start-Up Nation - Lotto Soudal - Mitchelton-Scott - NTT Pro Cycling - Ineos - Team Sunweb - Trek-Segafredo - Groupama-FDJ translation for headoftableIII_translate index 39 not found- Korda Mentha Real Estate Australia |
| |

### Lista startowa
| Cofidis COF | Cofidis COF                | Cofidis COF |
| ----------- | -------------------------- | ----------- |
| Nr          | Kolarz                     | Miejsce     |
| 1           | Elia Viviani (ITA) (szosa) | 9.          |
| 2           | Simone Consonni (ITA)      | 17.         |
| 3           | Nathan Haas (AUS)          | 12.         |
| 4           | Mathias Le Turnier (FRA)   | 95.         |
| 5           | Marco Mathis (GER)         | 94.         |
| 6           | Fabio Sabatini (ITA)       | 87.         |
| 7           | Kenneth Vanbilsen (BEL)    | 62.         |

| Deceuninck-Quick Step DQT | Deceuninck-Quick Step DQT    | Deceuninck-Quick Step DQT |
| ------------------------- | ---------------------------- | ------------------------- |
| Nr                        | Kolarz                       | Miejsce                   |
| 11                        | Sam Bennett (IRL) (szosa)    | 42.                       |
| 12                        | Shane Archbold (NZL)         | 91.                       |
| 13                        | João Almeida (POR)           | 53.                       |
| 14                        | Mattia Cattaneo (ITA)        | 84.                       |
| 15                        | Dries Devenyns (BEL)         | 1.                        |
| 16                        | Iljo Keisse (BEL)            | 90.                       |
| 17                        | Michael Mørkøv (DEN) (szosa) | 13.                       |

| Bora-Hansgrohe BOH | Bora-Hansgrohe BOH        | Bora-Hansgrohe BOH |
| ------------------ | ------------------------- | ------------------ |
| Nr                 | Kolarz                    | Miejsce            |
| 21                 | Jay McCarthy (AUS)        | 6.                 |
| 22                 | Cesare Benedetti (ITA)    | 50.                |
| 23                 | Martin Laas (EST)         | 92.                |
| 24                 | Erik Baška (SVK)          | 76.                |
| 25                 | Juraj Sagan (SVK) (szosa) | 48.                |
| 26                 | Ide Schelling (NED)       | 51.                |
| 27                 | Michael Schwarzmann (GER) | 22.                |

| Team Ineos INS | Team Ineos INS            | Team Ineos INS |
| -------------- | ------------------------- | -------------- |
| Nr             | Kolarz                    | Miejsce        |
| 31             | Owain Doull (GBR)         | 24.            |
| 32             | Christopher Lawless (GBR) | 89.            |
| 33             | Luke Rowe (GBR)           | 57.            |
| 34             | Pawieł Siwakow (RUS)      | 2.             |
| 35             | Ian Stannard (GBR)        | DNF            |
| 36             | Dylan van Baarle (NED)    | 5.             |
| 37             | Cameron Wurf (AUS)        | DNF            |

| Lotto-Soudal LTS | Lotto-Soudal LTS         | Lotto-Soudal LTS |
| ---------------- | ------------------------ | ---------------- |
| Nr               | Kolarz                   | Miejsce          |
| 41               | Caleb Ewan (AUS)         | 7.               |
| 42               | Thomas De Gendt (BEL)    | DNF              |
| 43               | Adam Hansen (AUS)        | 61.              |
| 44               | Matthew Holmes (GBR)     | 28.              |
| 45               | Roger Kluge (GER)        | 65.              |
| 46               | Jonathan Dibben (GBR)    | 66.              |
| 47               | Tosh Van der Sande (BEL) | 60.              |

| Mitchelton-Scott MTS | Mitchelton-Scott MTS        | Mitchelton-Scott MTS |
| -------------------- | --------------------------- | -------------------- |
| Nr                   | Kolarz                      | Miejsce              |
| 51                   | Daryl Impey (RSA) (szosa)   | 3.                   |
| 52                   | Simon Yates (GBR)           | 10.                  |
| 53                   | Damien Howson (AUS)         | 67.                  |
| 54                   | Sam Bewley (NZL)            | DNF                  |
| 55                   | Cameron Meyer (AUS) (szosa) | 81.                  |
| 56                   | Nick Schultz (AUS)          | 52.                  |
| 57                   | Dion Smith (NZL)            | 70.                  |

| EF Pro Cycling EF1 | EF Pro Cycling EF1         | EF Pro Cycling EF1 |
| ------------------ | -------------------------- | ------------------ |
| Nr                 | Kolarz                     | Miejsce            |
| 61                 | Mitchell Docker (AUS)      | 41.                |
| 62                 | Kristoffer Halvorsen (NOR) | 15.                |
| 63                 | Jens Keukeleire (BEL)      | 4.                 |
| 64                 | Lachlan Morton (AUS)       | 80.                |
| 65                 | Neilson Powless (USA)      | 37.                |
| 66                 | Jonas Rutsch (GER)         | 64.                |
| 67                 | Thomas Scully (NZL)        | 88.                |

| Trek-Segafredo TFS | Trek-Segafredo TFS          | Trek-Segafredo TFS |
| ------------------ | --------------------------- | ------------------ |
| Nr                 | Kolarz                      | Miejsce            |
| 71                 | Mads Pedersen (DEN) (szosa) | 16.                |
| 72                 | Kenny Elissonde (FRA)       | 33.                |
| 73                 | Michel Ries (LUX)           | 78.                |
| 74                 | Juan Pedro López (ESP)      | 59.                |
| 75                 | Koen de Kort (NED)          | 77.                |
| 76                 | Richie Porte (AUS)          | 32.                |
| 77                 | Kiel Reijnen (USA)          | 73.                |

| Bahrain McLaren TBM | Bahrain McLaren TBM       | Bahrain McLaren TBM |
| ------------------- | ------------------------- | ------------------- |
| Nr                  | Kolarz                    | Miejsce             |
| 81                  | Yukiya Arashiro (JPN)     | 23.                 |
| 82                  | Domen Novak (SLO) (szosa) | DNF                 |
| 83                  | Marco Haller (AUT)        | 8.                  |
| 84                  | Hermann Pernsteiner (AUT) | 11.                 |
| 85                  | Luka Pibernik (SLO)       | 31.                 |
| 86                  | Santiago Buitrago (COL)   | DNF                 |

| AG2R La Mondiale ALM | AG2R La Mondiale ALM    | AG2R La Mondiale ALM |
| -------------------- | ----------------------- | -------------------- |
| Nr                   | Kolarz                  | Miejsce              |
| 91                   | Geoffrey Bouchard (FRA) | 45.                  |
| 92                   | Clément Chevrier (FRA)  | 27.                  |
| 93                   | Ben Gastauer (LUX)      | 30.                  |
| 94                   | Andrea Vendrame (ITA)   | 19.                  |
| 95                   | Larry Warbasse (USA)    | 29.                  |

| Groupama-FDJ GFC | Groupama-FDJ GFC       | Groupama-FDJ GFC |
| ---------------- | ---------------------- | ---------------- |
| Nr               | Kolarz                 | Miejsce          |
| 101              | Bruno Armirail (FRA)   | 46.              |
| 102              | Kilian Frankiny (SUI)  | DNF              |
| 103              | Mickaël Delage (FRA)   | DNF              |
| 104              | Jacopo Guarnieri (ITA) | 83.              |
| 105              | Fabian Lienhard (SUI)  | 36.              |
| 106              | Marc Sarreau (FRA)     | 18.              |
| 107              | Miles Scotson (AUS)    | 38.              |

| Team Sunweb SUN | Team Sunweb SUN              | Team Sunweb SUN |
| --------------- | ---------------------------- | --------------- |
| Nr              | Kolarz                       | Miejsce         |
| 111             | Jai Hindley (AUS)            | 34.             |
| 112             | Robert Power (AUS)           | 26.             |
| 113             | Michael Storer (AUS)         | 56.             |
| 114             | Alberto Dainese (ITA)        | DNF             |
| 115             | Max Kanter (GER)             | 44.             |
| 116             | Asbjørn Kragh Andersen (DEN) | DNF             |
| 117             | Florian Stork (GER)          | 58.             |

| Israel Start-Up Nation ISN | Israel Start-Up Nation ISN | Israel Start-Up Nation ISN |
| -------------------------- | -------------------------- | -------------------------- |
| Nr                         | Kolarz                     | Miejsce                    |
| 121                        | André Greipel (GER)        | 43.                        |
| 122                        | Rick Zabel (GER)           | 21.                        |
| 123                        | Alexander Cataford (CAN)   | 79.                        |
| 124                        | Alex Dowsett (GBR)         | 54.                        |
| 125                        | James Piccoli (CAN)        | 39.                        |
| 126                        | Mihkel Räim (EST)          | 74.                        |
| 127                        | Guillaume Boivin (CAN)     | 35.                        |

| CCC Team CCC | CCC Team CCC                   | CCC Team CCC |
| ------------ | ------------------------------ | ------------ |
| Nr           | Kolarz                         | Miejsce      |
| 131          | Josef Černý (CZE)              | 69.          |
| 132          | Simon Geschke (GER)            | 40.          |
| 133          | Joseph Rosskopf (USA)          | 25.          |
| 134          | Guillaume Van Keirsbulck (BEL) | 75.          |
| 135          | Francisco Ventoso (ESP)        | DNF          |
| 136          | Łukasz Wiśniowski (POL)        | 20.          |

| NTT Pro Cycling NTT | NTT Pro Cycling NTT       | NTT Pro Cycling NTT |
| ------------------- | ------------------------- | ------------------- |
| Nr                  | Kolarz                    | Miejsce             |
| 141                 | Giacomo Nizzolo (ITA)     | 14.                 |
| 142                 | Ryan Gibbons (RSA)        | 55.                 |
| 143                 | Samuele Battistella (ITA) | 86.                 |
| 144                 | Danilo Wyss (SUI)         | 68.                 |
| 145                 | Stefan de Bod (RSA)       | 49.                 |
| 146                 | Rasmus Tiller (NOR)       | 85.                 |
| 147                 | Dylan Sunderland (AUS)    | 82.                 |

| Korda Mentha Real Estate Australia ___ | Korda Mentha Real Estate Australia ___ | Korda Mentha Real Estate Australia ___ |
| -------------------------------------- | -------------------------------------- | -------------------------------------- |
| Nr                                     | Kolarz                                 | Miejsce                                |
| 151                                    | Carter Turnbull (AUS)                  | 71.                                    |
| 153                                    | Ayden Toovey (AUS)                     | 47.                                    |
| 154                                    | Nicholas White (AUS)                   | 72.                                    |
| 156                                    | Blake Quick (AUS)                      | DNF                                    |

| Cofidis COF | Cofidis COF                | Cofidis COF |
| ----------- | -------------------------- | ----------- |
| Nr          | Kolarz                     | Miejsce     |
| 1           | Elia Viviani (ITA) (szosa) | 9.          |
| 2           | Simone Consonni (ITA)      | 17.         |
| 3           | Nathan Haas (AUS)          | 12.         |
| 4           | Mathias Le Turnier (FRA)   | 95.         |
| 5           | Marco Mathis (GER)         | 94.         |
| 6           | Fabio Sabatini (ITA)       | 87.         |
| 7           | Kenneth Vanbilsen (BEL)    | 62.         |

| Deceuninck-Quick Step DQT | Deceuninck-Quick Step DQT    | Deceuninck-Quick Step DQT |
| ------------------------- | ---------------------------- | ------------------------- |
| Nr                        | Kolarz                       | Miejsce                   |
| 11                        | Sam Bennett (IRL) (szosa)    | 42.                       |
| 12                        | Shane Archbold (NZL)         | 91.                       |
| 13                        | João Almeida (POR)           | 53.                       |
| 14                        | Mattia Cattaneo (ITA)        | 84.                       |
| 15                        | Dries Devenyns (BEL)         | 1.                        |
| 16                        | Iljo Keisse (BEL)            | 90.                       |
| 17                        | Michael Mørkøv (DEN) (szosa) | 13.                       |

| Bora-Hansgrohe BOH | Bora-Hansgrohe BOH        | Bora-Hansgrohe BOH |
| ------------------ | ------------------------- | ------------------ |
| Nr                 | Kolarz                    | Miejsce            |
| 21                 | Jay McCarthy (AUS)        | 6.                 |
| 22                 | Cesare Benedetti (ITA)    | 50.                |
| 23                 | Martin Laas (EST)         | 92.                |
| 24                 | Erik Baška (SVK)          | 76.                |
| 25                 | Juraj Sagan (SVK) (szosa) | 48.                |
| 26                 | Ide Schelling (NED)       | 51.                |
| 27                 | Michael Schwarzmann (GER) | 22.                |

| Team Ineos INS | Team Ineos INS            | Team Ineos INS |
| -------------- | ------------------------- | -------------- |
| Nr             | Kolarz                    | Miejsce        |
| 31             | Owain Doull (GBR)         | 24.            |
| 32             | Christopher Lawless (GBR) | 89.            |
| 33             | Luke Rowe (GBR)           | 57.            |
| 34             | Pawieł Siwakow (RUS)      | 2.             |
| 35             | Ian Stannard (GBR)        | DNF            |
| 36             | Dylan van Baarle (NED)    | 5.             |
| 37             | Cameron Wurf (AUS)        | DNF            |

| Lotto-Soudal LTS | Lotto-Soudal LTS         | Lotto-Soudal LTS |
| ---------------- | ------------------------ | ---------------- |
| Nr               | Kolarz                   | Miejsce          |
| 41               | Caleb Ewan (AUS)         | 7.               |
| 42               | Thomas De Gendt (BEL)    | DNF              |
| 43               | Adam Hansen (AUS)        | 61.              |
| 44               | Matthew Holmes (GBR)     | 28.              |
| 45               | Roger Kluge (GER)        | 65.              |
| 46               | Jonathan Dibben (GBR)    | 66.              |
| 47               | Tosh Van der Sande (BEL) | 60.              |

| Mitchelton-Scott MTS | Mitchelton-Scott MTS        | Mitchelton-Scott MTS |
| -------------------- | --------------------------- | -------------------- |
| Nr                   | Kolarz                      | Miejsce              |
| 51                   | Daryl Impey (RSA) (szosa)   | 3.                   |
| 52                   | Simon Yates (GBR)           | 10.                  |
| 53                   | Damien Howson (AUS)         | 67.                  |
| 54                   | Sam Bewley (NZL)            | DNF                  |
| 55                   | Cameron Meyer (AUS) (szosa) | 81.                  |
| 56                   | Nick Schultz (AUS)          | 52.                  |
| 57                   | Dion Smith (NZL)            | 70.                  |

| EF Pro Cycling EF1 | EF Pro Cycling EF1         | EF Pro Cycling EF1 |
| ------------------ | -------------------------- | ------------------ |
| Nr                 | Kolarz                     | Miejsce            |
| 61                 | Mitchell Docker (AUS)      | 41.                |
| 62                 | Kristoffer Halvorsen (NOR) | 15.                |
| 63                 | Jens Keukeleire (BEL)      | 4.                 |
| 64                 | Lachlan Morton (AUS)       | 80.                |
| 65                 | Neilson Powless (USA)      | 37.                |
| 66                 | Jonas Rutsch (GER)         | 64.                |
| 67                 | Thomas Scully (NZL)        | 88.                |

| Trek-Segafredo TFS | Trek-Segafredo TFS          | Trek-Segafredo TFS |
| ------------------ | --------------------------- | ------------------ |
| Nr                 | Kolarz                      | Miejsce            |
| 71                 | Mads Pedersen (DEN) (szosa) | 16.                |
| 72                 | Kenny Elissonde (FRA)       | 33.                |
| 73                 | Michel Ries (LUX)           | 78.                |
| 74                 | Juan Pedro López (ESP)      | 59.                |
| 75                 | Koen de Kort (NED)          | 77.                |
| 76                 | Richie Porte (AUS)          | 32.                |
| 77                 | Kiel Reijnen (USA)          | 73.                |

| Bahrain McLaren TBM | Bahrain McLaren TBM       | Bahrain McLaren TBM |
| ------------------- | ------------------------- | ------------------- |
| Nr                  | Kolarz                    | Miejsce             |
| 81                  | Yukiya Arashiro (JPN)     | 23.                 |
| 82                  | Domen Novak (SLO) (szosa) | DNF                 |
| 83                  | Marco Haller (AUT)        | 8.                  |
| 84                  | Hermann Pernsteiner (AUT) | 11.                 |
| 85                  | Luka Pibernik (SLO)       | 31.                 |
| 86                  | Santiago Buitrago (COL)   | DNF                 |

| AG2R La Mondiale ALM | AG2R La Mondiale ALM    | AG2R La Mondiale ALM |
| -------------------- | ----------------------- | -------------------- |
| Nr                   | Kolarz                  | Miejsce              |
| 91                   | Geoffrey Bouchard (FRA) | 45.                  |
| 92                   | Clément Chevrier (FRA)  | 27.                  |
| 93                   | Ben Gastauer (LUX)      | 30.                  |
| 94                   | Andrea Vendrame (ITA)   | 19.                  |
| 95                   | Larry Warbasse (USA)    | 29.                  |

| Groupama-FDJ GFC | Groupama-FDJ GFC       | Groupama-FDJ GFC |
| ---------------- | ---------------------- | ---------------- |
| Nr               | Kolarz                 | Miejsce          |
| 101              | Bruno Armirail (FRA)   | 46.              |
| 102              | Kilian Frankiny (SUI)  | DNF              |
| 103              | Mickaël Delage (FRA)   | DNF              |
| 104              | Jacopo Guarnieri (ITA) | 83.              |
| 105              | Fabian Lienhard (SUI)  | 36.              |
| 106              | Marc Sarreau (FRA)     | 18.              |
| 107              | Miles Scotson (AUS)    | 38.              |

| Team Sunweb SUN | Team Sunweb SUN              | Team Sunweb SUN |
| --------------- | ---------------------------- | --------------- |
| Nr              | Kolarz                       | Miejsce         |
| 111             | Jai Hindley (AUS)            | 34.             |
| 112             | Robert Power (AUS)           | 26.             |
| 113             | Michael Storer (AUS)         | 56.             |
| 114             | Alberto Dainese (ITA)        | DNF             |
| 115             | Max Kanter (GER)             | 44.             |
| 116             | Asbjørn Kragh Andersen (DEN) | DNF             |
| 117             | Florian Stork (GER)          | 58.             |

| Israel Start-Up Nation ISN | Israel Start-Up Nation ISN | Israel Start-Up Nation ISN |
| -------------------------- | -------------------------- | -------------------------- |
| Nr                         | Kolarz                     | Miejsce                    |
| 121                        | André Greipel (GER)        | 43.                        |
| 122                        | Rick Zabel (GER)           | 21.                        |
| 123                        | Alexander Cataford (CAN)   | 79.                        |
| 124                        | Alex Dowsett (GBR)         | 54.                        |
| 125                        | James Piccoli (CAN)        | 39.                        |
| 126                        | Mihkel Räim (EST)          | 74.                        |
| 127                        | Guillaume Boivin (CAN)     | 35.                        |

| CCC Team CCC | CCC Team CCC                   | CCC Team CCC |
| ------------ | ------------------------------ | ------------ |
| Nr           | Kolarz                         | Miejsce      |
| 131          | Josef Černý (CZE)              | 69.          |
| 132          | Simon Geschke (GER)            | 40.          |
| 133          | Joseph Rosskopf (USA)          | 25.          |
| 134          | Guillaume Van Keirsbulck (BEL) | 75.          |
| 135          | Francisco Ventoso (ESP)        | DNF          |
| 136          | Łukasz Wiśniowski (POL)        | 20.          |

| NTT Pro Cycling NTT | NTT Pro Cycling NTT       | NTT Pro Cycling NTT |
| ------------------- | ------------------------- | ------------------- |
| Nr                  | Kolarz                    | Miejsce             |
| 141                 | Giacomo Nizzolo (ITA)     | 14.                 |
| 142                 | Ryan Gibbons (RSA)        | 55.                 |
| 143                 | Samuele Battistella (ITA) | 86.                 |
| 144                 | Danilo Wyss (SUI)         | 68.                 |
| 145                 | Stefan de Bod (RSA)       | 49.                 |
| 146                 | Rasmus Tiller (NOR)       | 85.                 |
| 147                 | Dylan Sunderland (AUS)    | 82.                 |

| Korda Mentha Real Estate Australia ___ | Korda Mentha Real Estate Australia ___ | Korda Mentha Real Estate Australia ___ |
| -------------------------------------- | -------------------------------------- | -------------------------------------- |
| Nr                                     | Kolarz                                 | Miejsce                                |
| 151                                    | Carter Turnbull (AUS)                  | 71.                                    |
| 153                                    | Ayden Toovey (AUS)                     | 47.                                    |
| 154                                    | Nicholas White (AUS)                   | 72.                                    |
| 156                                    | Blake Quick (AUS)                      | DNF                                    |

Legenda: DNF – nie ukończył, OTL – przekroczył limit czasu, DNS – nie wystartował, DSQ – zdyskwalifikowany.

## Klasyfikacja generalna
| \| Klasyfikacja generalna \| Klasyfikacja generalna \| Klasyfikacja generalna \| Klasyfikacja generalna \| Klasyfikacja generalna \| \| Kolarz \| Kolarz \| Państwo \| Drużyna \| Czas \| \| ---------------------- \| ---------------------- \| ---------------------- \| ---------------------- \| ---------------------- \| \| 1. \| Dries Devenyns \| Belgia \| Deceuninck-Quick Step \| 4h 05' 49" \| \| 2. \| Pawieł Siwakow \| Rosja \| Team Ineos \| + 0" \| \| 3. \| Daryl Impey \| Południowa Afryka \| Mitchelton-Scott \| + 4" \| \| 4. \| Jens Keukeleire \| Belgia \| EF Pro Cycling \| + 4" \| \| 5. \| Dylan van Baarle \| Holandia \| Team Ineos \| + 4" \| \| 6. \| Jay McCarthy \| Australia \| Bora-Hansgrohe \| + 4" \| \| 7. \| Caleb Ewan \| Australia \| Lotto-Soudal \| + 25" \| \| 8. \| Marco Haller \| Austria \| Bahrain McLaren \| + 25" \| \| 9. \| Elia Viviani \| Włochy \| Cofidis \| + 25" \| \| 10. \| Simon Yates \| Wielka Brytania \| Mitchelton-Scott \| + 25" \| |                  |                   |                       |            |
| |                  |                   |                       |            |
| Źródło: ProCyclingStats |                  |                   |                       |            |
| Klasyfikacja generalna |                  |                   |                       |            |
| Kolarz | Kolarz           | Państwo           | Drużyna               | Czas       |
| 1. | Dries Devenyns   | Belgia            | Deceuninck-Quick Step | 4h 05' 49" |
| 2. | Pawieł Siwakow   | Rosja             | Team Ineos            | + 0"       |
| 3. | Daryl Impey      | Południowa Afryka | Mitchelton-Scott      | + 4"       |
| 4. | Jens Keukeleire  | Belgia            | EF Pro Cycling        | + 4"       |
| 5. | Dylan van Baarle | Holandia          | Team Ineos            | + 4"       |
| 6. | Jay McCarthy     | Australia         | Bora-Hansgrohe        | + 4"       |
| 7. | Caleb Ewan       | Australia         | Lotto-Soudal          | + 25"      |
| 8. | Marco Haller     | Austria           | Bahrain McLaren       | + 25"      |
| 9. | Elia Viviani     | Włochy            | Cofidis               | + 25"      |
| 10. | Simon Yates      | Wielka Brytania   | Mitchelton-Scott      | + 25"      |